# Гіта Фогат
Гіта Фогат (англ. Geeta Phogat; нар. 15 грудня 1988, село Балалі, округ Чархі-Дадрі, штат Хар'яна, Індія) — індійська борчиня вільного стилю, бронзова призерка чемпіонату світу, дворазова бронзова призерка чемпіонатів Азії, срібна призерка Кубку світу, триразова чемпіонка та срібна призерка чемпіонатів Співдружності, чемпіонка Ігор Співдружності, учасниця Олімпійських ігор.

## Біографія
Боротьбою почала займатися з 1999 року. Виступає за борцівський клуб з Балалі.
Була чемпіонкою Азії 2008 року серед юніорів. Бронзова призерка чемпіонату світу 2012 року у ваговій категорії до 55 кг.
Гіта Фогат увійшла в історію на Іграх Співдружності 2010 року, коли виграла золоту медаль у категорії жінок до 55 кг. Це була перша золота медаль індійської борчині на Іграх Співдружності. Через два роки Гіта Фогат стала першою жінкою-борчинею з Індії, яка пройшла кваліфікацію на літні Олімпійські ігри, змагаючись у категорії до 55 кг на Олімпіаді в Лондоні 2012 року. Вона поступилася триразовій олімпійській призерці Тоні Вербік в 1/8 фіналу, а потім програла у втішному раунді представниці України Тетяні Лазаревій в поєдинку за бронзу.
Однак через кілька місяців Гіта Фогат виграла свою першу медаль чемпіонату світу — бронзу у ваговій категорії до 55 кг. Її сестра Бабіта Кумарі також здобула бронзу у категорії до 51 кг. Це були єдині дві медалі, які Індія виграла на чемпіонаті світу серед жінок 2012 року.
На початку 2014 року Гіта Фогат через розрив зв'язок правого коліна вимагала операції, і через це вона не змагалась більше року.
З тих пір її кар'єру супроводжували травми, які не дозволяли Гіті Фогат регулярно виступати на змаганнях.
У 2012 році за спортивні досягнення була нагороджена премією «Арджуна».

### Родина
Старша сестра індійської борчині Бабіти Кумарі (нар. 1989), яка на цьому ж чемпіонаті світу теж виборола бронзову нагороду у ваговій категорії до 51 кг. Ще одна молодша сестра Ріту Фогат (нар. 1994) — бронзова призерка чемпіонату Азії, дворазова чемпіонка Співдружності. Наймолодша із її сестер — Сангіта Фогат (нар. 1998), бронзова призерка чемпіонату Азії, срібна призерка чемпіонату Співдружності. Двоюрідна сестра Вінеш Фогат (нар. 1994) — багаторазова призерка Азії, бронзова призерка Азійських ігор. Ще одна двоюрідна сестра Пріянка Фогат (нар. 1993) — срібна призерка чемпіонату Азії. Після смерті батька Вінеш і Пріянки, його брат Махавір Сінгх Фогат, батько Ріту, Гіти і Бабіти виховав племінниць разом зі своїит доньками. Він же є тренером всіх шістьох дівчат (докладніще — сестри Фогат). Згодом батько став тренером олімпійської збірної Індії з боротьби. Мати Дая Каур — домогосподарка.
20 листопада 2016 року Гіта вийшла заміж за борця Павана Кумара. 24 грудня 2019 року в подружжя народився син. Паван — дворазовий чемпіон та срібний призер чемпіонатів Співдружності, бронзовий призер Ігор Співдружності.

### В популярній культурі
Історія сестер Фогат — Гіти і Бабіти — була увічнена в боллівудському фільмі «Боротьба» (гінді दंगल, англ. Dangal), де суперзірка Аамір Хан зіграв роль їхнього батька Махавіра Сінгха Фогата.

## Спортивні результати на міжнародних змаганнях

### Виступи на Олімпіадах
| Змагання                    | Збірна | Вагова категорія          | Місце |
| --------------------------- | ------ | ------------------------- | ----- |
| Літні Олімпійські ігри 2012 | Індія  | жіноча боротьба, до 55 кг | 13    |

### Виступи на Чемпіонатах світу
| Змагання                        | Збірна | Вагова категорія          | Місце  |
| ------------------------------- | ------ | ------------------------- | ------ |
| Чемпіонат світу з боротьби 2006 | Індія  | жіноча боротьба, до 55 кг | 7      |
| Чемпіонат світу з боротьби 2009 | Індія  | жіноча боротьба, до 55 кг | 10     |
| Чемпіонат світу з боротьби 2011 | Індія  | жіноча боротьба, до 55 кг | 8      |
| Чемпіонат світу з боротьби 2012 | Індія  | жіноча боротьба, до 55 кг | Бронза |
| Чемпіонат світу з боротьби 2013 | Індія  | жіноча боротьба, до 59 кг | 19     |
| Чемпіонат світу з боротьби 2015 | Індія  | жіноча боротьба, до 58 кг | 31     |

### Виступи на Чемпіонатах Азії
| Змагання                       | Збірна | Вагова категорія          | Місце  |
| ------------------------------ | ------ | ------------------------- | ------ |
| Чемпіонат Азії з боротьби 2010 | Індія  | жіноча боротьба, до 55 кг | 9      |
| Чемпіонат Азії з боротьби 2011 | Індія  | жіноча боротьба, до 55 кг | 8      |
| Чемпіонат Азії з боротьби 2012 | Індія  | жіноча боротьба, до 55 кг | Бронза |
| Чемпіонат Азії з боротьби 2013 | Індія  | жіноча боротьба, до 59 кг | 7      |
| Чемпіонат Азії з боротьби 2015 | Індія  | жіноча боротьба, до 58 кг | Бронза |

### Виступи на Азійських іграх
| Змагання           | Збірна | Вагова категорія          | Місце |
| ------------------ | ------ | ------------------------- | ----- |
| Азійські ігри 2010 | Індія  | жіноча боротьба, до 55 кг | 7     |

### Виступи на Іграх Співдружності
| Змагання                | Збірна | Вагова категорія          | Місце  |
| ----------------------- | ------ | ------------------------- | ------ |
| Ігри Співдружності 2010 | Індія  | жіноча боротьба, до 55 кг | Золото |

### Виступи на Чемпіонатах Співдружності
| Змагання                                | Збірна | Вагова категорія          | Місце  |
| --------------------------------------- | ------ | ------------------------- | ------ |
| Чемпіонат Співдружності з боротьби 2009 | Індія  | жіноча боротьба, до 55 кг | Золото |
| Чемпіонат Співдружності з боротьби 2011 | Індія  | жіноча боротьба, до 55 кг | Золото |
| Чемпіонат Співдружності з боротьби 2013 | Індія  | жіноча боротьба, до 59 кг | Срібло |
| Чемпіонат Співдружності з боротьби 2017 | Індія  | жіноча боротьба, до 59 кг | Золото |

### Виступи на Кубках світу
| Змагання                    | Збірна | Вагова категорія          | Місце  |
| --------------------------- | ------ | ------------------------- | ------ |
| Кубок світу з боротьби 2013 | Індія  | жіноча боротьба, до 59 кг | Срібло |

### Виступи на інших змаганнях
| Змагання                                                         | Збірна | Вагова категорія          | Місце  |
| ---------------------------------------------------------------- | ------ | ------------------------- | ------ |
| Олімпійський кваліфікаційний турнір з боротьби 2012 (Астана)     | Індія  | жіноча боротьба, до 55 кг | Золото |
| Міжнародний меморіал Дейва Шульца 2013                           | Індія  | жіноча боротьба, до 59 кг | Срібло |
| Міжнародний меморіал Дейва Шульца 2014                           | Індія  | жіноча боротьба, до 58 кг | Бронза |
| Pro Wrestling League 2015                                        | Індія  | команда                   | Бронза |
| Олімпійський кваліфікаційний турнір з боротьби 2016 (Улан-Батор) | Індія  | жіноча боротьба, до 58 кг | 12     |
| Турнір Яшара Догу 2018                                           | Індія  | жіноча боротьба, до 65 кг | Бронза |

### Виступи на змаганнях молодших вікових груп
| Змагання                                      | Збірна | Вагова категорія          | Місце  |
| --------------------------------------------- | ------ | ------------------------- | ------ |
| Чемпіонат Азії з боротьби серед юніорів 2005  | Індія  | жіноча боротьба, до 51 кг | Бронза |
| Чемпіонат світу з боротьби серед юніорів 2005 | Індія  | жіноча боротьба, до 51 кг | 5      |
| Чемпіонат Азії з боротьби серед юніорів 2008  | Індія  | жіноча боротьба, до 59 кг | Золото |
| Чемпіонат світу з боротьби серед юніорів 2008 | Індія  | жіноча боротьба, до 59 кг | 5      |
| Чемпіонат Азії з боротьби серед кадетів 2003  | Індія  | жіноча боротьба, до 40 кг | Золото |
| Чемпіонат Азії з боротьби серед кадетів 2005  | Індія  | жіноча боротьба, до 38 кг | Срібло |
| Чемпіонат Азії з боротьби серед кадетів 2005  | Індія  | жіноча боротьба, до 52 кг | Золото |